# FHTML
FHTML (Fluid Hyper Text Markup Language, FluidHTML hay Ngôn ngữ Đánh dấu Siêu văn bản Linh hoạt) là một ngôn ngữ đánh dấu thông dịch hiển thị ở Adobe Flash. Các ứng dụng web phong phú phổ biến trên toàn cầu, nhưng hầu hết đều không dễ học và tạo ra các trang không phù hợp để tối ưu hóa công cụ tìm kiếm, FHTML được tạo ra để giải quyết những vấn đề này. FHTML có thể được sử dụng với các công nghệ web phía máy chủ như Java, .NET Framework và PHP. Việc phát triển ngôn ngữ đã trải qua quá trình kiểm thử beta tư nhân và dự kiến sẽ được mở để thử nghiệm beta vào năm 2010.

## Thuận lợi
FHTML không cần phải được biên dịch như Flex, Silverlight và Flash.

## Sự chỉ trích
Khi các công cụ tìm kiếm như Google và Yahoo dần trở nên thành thạo hơn trong việc lập chỉ mục nội dung của các tập tin Flash, một nhà phê bình tự hỏi, "liệu FluidHTML có thực sự khắc phục được bất cứ điều gì chưa được cải thiện đều đặn không?"

## Ví dụ
Nhà đấu giá Sotheby's sử dụng FHTML cho danh mục bán lẻ trực tuyến của mình.